# Nectomys squamipes
Nectomys squamipes is een zoogdier uit de familie van de Cricetidae. De wetenschappelijke naam van de soort werd voor het eerst geldig gepubliceerd door Brants in 1827.

## Voorkomen
De soort komt voor in Brazilië, Paraguay en Argentinië.